# 女真大字
女真大字是用于书写女真语的一种文字，与女真小字统称女真文。女真族初始没有文字，12世纪生女真完颜部在今中国东北及俄罗斯远东海滨省一带建立金朝后，借用辽朝契丹人统治者使用的契丹文书写文书。因契丹文基于蒙古语族的契丹语，而女真语属于满-通古斯语族，在书写中多有不便，金太祖完颜阿骨打因此命学过契丹文和汉文的完颜希尹与叶鲁创造女真的本族文字。于是希尹等根据契丹大字的造字法创造了女真大字，于金太祖天辅三年农历八月（1119年）下诏颁行于众。此后金熙宗完顏亶又根据契丹小字创造了女真小字，于天眷元年（1138年）颁行。女真大字与女真小字同时并用。天眷元年农历九月，金熙宗下诏，“百姓诰命，女直、契丹、汉人各用本字，渤海人同汉人。”女真大字首次用于官方文书。而后皇统五年（1145年），又有“初用御制小字”的记载，女真小字开始用于书写官方文书。
女真大字与女真小字的区别没有契丹大字与契丹小字的区别大，使得现代学者很难分辨大小字。《金史》中对女真大字的造字方法作了简明的阐述：
希尹乃依仿契丹字，制女直字。 《金史·勗传》
希尹乃依仿汉人楷字，因契丹字制度合本国语，制女真字。 《金史·完颜希尹传》
然而却没有说明女真小字的造字由来。如果按照女真大字出于契丹大字，则女真小字当出于契丹小字，那么现存遗留的字迹则是女真大字而非女真小字，但由于缺乏史料记载，学术界尚无法作出结论。另一种可能是《金史》所载的“御制小字”之说并非属实，或仅仅是对女真大字作了少许修改而已。

## 参阅
- 女真小字
- 女真文
- 女真语
- 金朝